# Мариинский донской институт
Мариинский Донской институт — женское образовательное учреждение (институт благородных девиц), существовавшее в 1853-1919 годах в Новочеркасске, а затем до 1941 года в Сербии.

## История

### В России
Императрица Мария Фёдоровна (жена императора Павла I), по вступлении на престол Павла, начала заниматься вопросом женского образования в России, организовывая институты Общества благородных девиц. В царствование Александра I и Николая I были основаны институты в Санкт-Петербурге, Москве, Симбирске, Новочеркасске, Харькове, Полтаве и других городах.
Подготовка к открытию заведения началась в 1852 году. В марте 1852 года был сформирован штат учебного заведения и утвержден его устав. Основные финансовые средства были получены от местного дворянства, Сенат и Военный Совет принимали участие в регулировании правовой базы учебного заведения. Для того, чтобы финансирование учебного заведения проходило на постоянной основе, были привлечены средства Войсковой казны. Также деньги выделялись из пошлин, процентов от неприкосновенного капитала, который завещал генерал от кавалерии Власов. Ещё один источник – плата, которая взималась за обучение в размере 150 рублей в год серебром. Эту плату вносили ученицы донского института.
Новочеркасский Мариинский донской институт был открыт в 1853 году. При нём была устроена домовая церковь во имя св. Марии Магдалины. В 1887—1891 годах было построено новое здание «Донского Мариинского института» по проекту архитектора Р. А. Гёдике. Работы велись под наблюдением архитектора В. И. Зуева. Храм находился в центральной части здания. Сейчас в бывшем храме находится аудитория «Новочеркасской государственной мелиоративной академии».

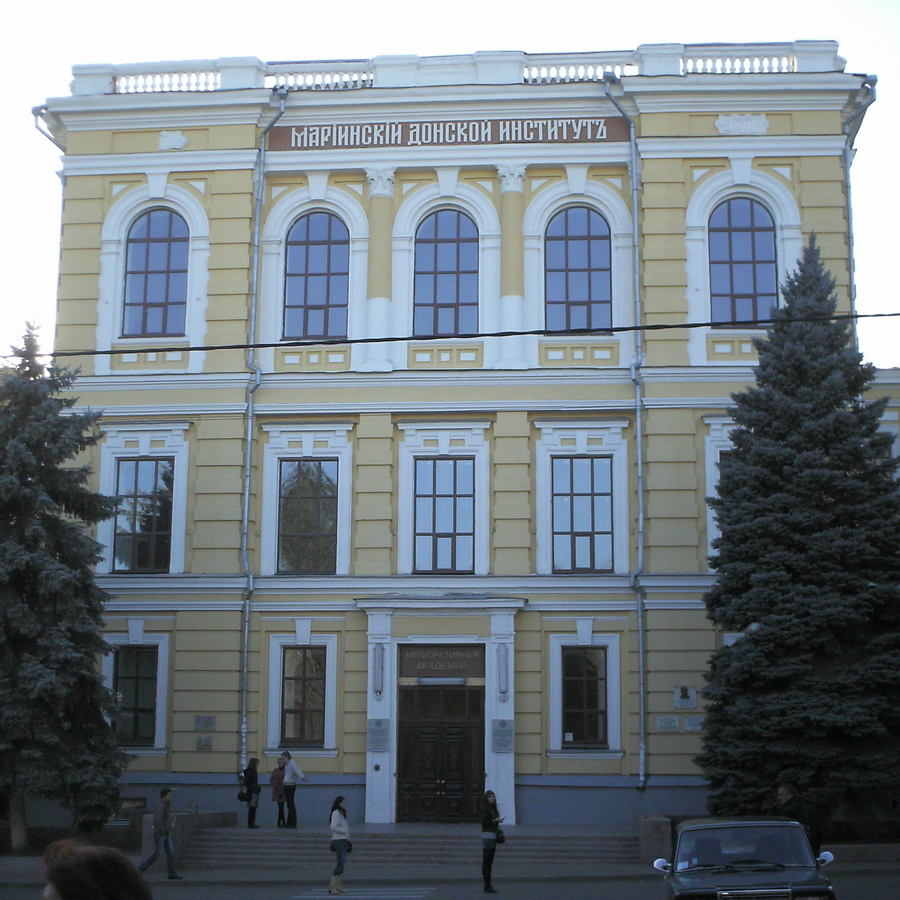
Современный вид здания института

В институте обучались преимущественно дети дворян, но попасть туда могли и те, кто происходил из не дворянской семьи. Дворянские дочери имели некоторые привилегии во время обучения. Свое покровительство Мариинскому Донскому институту оказывала государыня императрица. Совет, для управления институтом был сформирован в январе 1853 года. Председателем Совета был назначен наказной атаман войска Донского. Членами Совета была начальница института Буюрова, депутат войскового дворянства, директор Новочеркасской гимназии по фамилии Золотарев. Совет был создан для того, чтобы регулировать административные и финансовые вопросы. Мариинский Донской институт был первым женским средним учебным заведением на Дону. Изначально, первый курс института разделялся на три класса. Срок обучения в классах составлял два года. Для тех учениц, которые не прошли курс домашнего обучения, были предусмотрены занятия в приготовительном классе. В Мариинский Донской институт на обучение принимались девочки 8 и 9 лет. Чтобы поступить в приготовительный класс, нужно было уметь писать и читать по-русски. В институте девушки изучали арифметику, танцевание, рисование, чистописание, рукоделие, домашнее хозяйство. Изучался Закон Божий, география, история общая и история России, ведение домашнего хозяйства и церковное пение. Желающие могли посещать музыкальные занятия, но уже за дополнительную плату. После окончания Мариинского донского института выпускницы получали звание домашних учительниц, лучшие из них награждались золотым вензельным изображением имени царицы. Эти изображения можно было носить на левом плече. Некоторым девушкам вручались медали из серебра и золота.
Институт в Новочеркасске занимал целый квартал, за зданием был большой парк, окруженный высокими стенами. В здании была своя домовая церковь на третьем этаже в центре здания. На втором этаже в центре здания находился большой зал, где давались уроки гимнастики и танцев. Там же устраивались балы. По воскресениям в этом же зале бывал прием родных. Весь второй этаж с внутренней стороны был занят классами, выходящими в коридор, проходивший по всей длине здания. Комнаты классных дам и лазарет были на третьем этаже.
Вместо четырёхлассного обучения, в 1863 году было введено семиклассное обучение. В 1870-х годах плата за обучение была увеличена. Для местных сумма составляла 260 рублей, а для иногородних – 320 рублей в год. Дети дворянского происхождения имели право на получение стипендий, которые формировались с благотворительных пожертвований. В 1880 году институт перешёл в ведение Собственной Его Императорского Величества Канцелярии. По состоянию на 1900 год желающих обучаться в заведении было намного больше, чем существующих мест. В это время ситуация с состоянием института не была удовлетворительной - места было мало, освещение было керосиновым. В 1908 году в институте появилось электричество. После событий 1917 года, институтом стало заведовать Министерство государственного призрения.

### За границей
23 декабря 1919 года, в связи с Гражданской войной, институт был эвакуирован из Новочеркасска в сербский город Белая Церковь.
В 1925 году институт посетил генерал Врангель. В 1930 году Королева Югославии — Мария, приняла институт под своё высочайшее покровительство.
Мариинский Донской институт был закрыт в 1941 году в связи с оккупацией Югославии немецкими войсками.
За 21 год существования Мариинского Донского института в Югославии, его окончило около тысячи девушек, получивших аттестат зрелости. Большой процент бывших воспитанниц имеет высшее образование, среди них есть юристы, архитекторы, профессора, доктора медицины и др.
В 2008 году в Новочеркасске отмечалось 155-летие этого учебного заведения.